# Mascalucia
Mascalucia er en italiensk by (og kommune) i regionen Sicilien i Italien, med omkring 31.964(2023) indbyggere.  